# Factory (album)
Factory è l'ottantunesimo album in studio del chitarrista statunitense Buckethead, pubblicato il 13 marzo 2014 dalla Hatboxghost Music.
Si tratta del cinquantaduesimo disco appartenente alla serie "Buckethead Pikes".

## Tracce
Musiche di Buckethead.
1. Factory Q – 2:28
2. Factory R – 2:49
3. Factory S – 3:26
4. Factory T – 3:43
5. Factory U – 2:48
6. Factory V – 3:17
7. Factory W – 2:52
8. Factory X – 3:05
9. Factory Y – 2:40
10. Factory Z – 2:37

## Formazione
- Buckethead – chitarra, basso, programmazione